# Nishimura Ryoma
Ryoma Nishimura (西村 竜馬 Nishimura, Ryoma, sinh ngày 2 tháng 7 năm 1993 ở Ina, Nagano) là một cầu thủ bóng đá người Nhật Bản thi đấu cho Montedio Yamagata.

## Thống kê câu lạc bộ
Cập nhật đến ngày 23 tháng 2 năm 2016.
| Thành tích câu lạc bộ | Thành tích câu lạc bộ | Thành tích câu lạc bộ | Giải vô địch | Giải vô địch | Cúp                   | Cúp                   | Cúp Liên đoàn         | Cúp Liên đoàn         | Tổng cộng | Tổng cộng |
| Mùa giải              | Câu lạc bộ            | Giải vô địch          | Số trận      | Bàn thắng    | Số trận               | Bàn thắng             | Số trận               | Bàn thắng             | Số trận   | Bàn thắng |
| Nhật Bản              | Nhật Bản              | Nhật Bản              | Giải vô địch | Giải vô địch | Cúp Hoàng đế Nhật Bản | Cúp Hoàng đế Nhật Bản | Cúp Hoàng đế Nhật Bản | Cúp Hoàng đế Nhật Bản | Tổng cộng | Tổng cộng |
| --------------------- | --------------------- | --------------------- | ------------ | ------------ | --------------------- | --------------------- | --------------------- | --------------------- | --------- | --------- |
| 2011                  | Albirex Niigata       | J1 League             | 0            | 0            | 0                     | 0                     | 0                     | 0                     | 0         | 0         |
| 2012                  | Albirex Niigata       | J1 League             | 0            | 0            | –                     | –                     | 0                     | 0                     | 0         | 0         |
| 2013                  | Japan Soccer College  | JRL                   | 12           | 3            | –                     | –                     | –                     | –                     | 12        | 3         |
| 2014                  | Azul Claro Numazu     | JFL                   | 24           | 1            | –                     | –                     | –                     | –                     | 24        | 1         |
| 2015                  | Azul Claro Numazu     | JFL                   | 29           | 2            | –                     | –                     | –                     | –                     | 29        | 2         |
| Tổng cộng sự nghiệp   | Tổng cộng sự nghiệp   | Tổng cộng sự nghiệp   | 65           | 6            | 0                     | 0                     | 0                     | 0                     | 65        | 6         |